# Aldama (Chihuahua)
Aldama è una municipalità dello stato di Chihuahua, nel Messico settentrionale, il cui capoluogo è la località di Juan Aldama.
Conta 22.302 abitanti (2010) e ha una estensione di 9.232,76 km². 	
Il paese deve il suo nome a Juan Aldama, eroe della guerra d'indipendenza del Messico.